# Ultraman Triathlon
Ultraman é uma competição de Triatlo mais pesada que o Ironman Triathlon.

## Caracteristicas
A prova é disputada em três dias
- 1° dia: 10km de natação oceânica e 145km de ciclismo
- 2° dia: 276km de ciclismo
- 3° dia: 84,4 km de corrida

Em 2003, 2005, 2008, 2009, 2011 e 2012 o brasileiro Alexandre Ribeiro venceu o Ultraman.